# Pseudocyphoma gibbulum
Pseudocyphoma gibbulum är en snäckart som beskrevs av Ten Cate 1978. Pseudocyphoma gibbulum ingår i släktet Pseudocyphoma och familjen Ovulidae. Inga underarter finns listade i Catalogue of Life.